# قشلاق امیرخانلوپل رحمان
قشلاق امیرخانلوپل رحمان یک روستا در ایران است که در دهستان محمودآباد (پارس‌آباد) واقع شده‌است. قشلاق امیرخانلوپل رحمان ۱۲۳ نفر جمعیت دارد.